# Carry Me in Your Dreams
Carry Me in Your Dreams – singel albańskiej wokalistki Kejsi Toli, napisany przez Edmonda Zhulaliego i Agima Doçiego oraz nagrany w 2008 roku, wydany w grudniu tego samego roku.
W grudniu 2008 roku pierwotna, albańskojęzyczna wersja utworu („Më merr në ëndërr”.) wygrała finał 47. Festivali i Këngës, zdobywając największą liczbę 126 punktów od komisji jurorskiej i telewidzów, dzięki czemu reprezentowała Albanię podczas 54. Konkursu Piosenki Eurowizji w 2009 roku. Piosenka zdobyła pierwsze miejsce w rankingu jurorów oraz dopiero szóste w podsumowaniu głosów telewidzów. Po finale została nagrana anglojęzyczna wersja utworu, do której słowa oraz nową aranżację przygotowali niemieccy muzycy: Florian Lüttich i Francesco Mangiaracina. W nagraniach eurowizyjnego wydania singla Toli towarzyszyły dwie chórzystki: Sandrina Sedona i Alex Zinkiewicz. 
Singel został zaprezentowany 14 maja w drugim półfinale konkursu jako szesnasty w kolejności i ostatecznie zajął 7. miejsce, kwalifikując się do stawki finałowej. W finale, który odbył się dwa dni później, Tola wystąpiła z nim z dziewiętnastym numerem startowym i otrzymała w sumie 48 punktów, kończąc udział na 17. miejscu ogólnej klasyfikacji. Po opublikowaniu oddzielnych głosów telewidzów i jurorów przez Europejską Unię Nadawców (EBU) okazało się, że telewidzowie ocenili propozycję na 11., natomiast jurorzy – na 23. miejsce.